# Perun (Marvel Comics)
Pour les articles homonymes, voir Perun.
Perun est une divinité slave et un super-héros appartenant à l'univers Marvel de la maison d'édition américaine Marvel Comics. Créé par le scénariste Mark Gruenwald et le dessinateur Kieron Dwyers, le personnage de fiction apparaît pour la première fois dans le comic book Captain America #352 d'avril 1989. Ce comic book est inédit en France, sa première apparition française est dans Strange no 267 de mars 1992. Inspiré de Péroun, en russe : Перун, dans la mythologie slave, cette divinité est un équivalent russe du dieu du tonnerre et super-héros américain Thor.

## Historique de publication

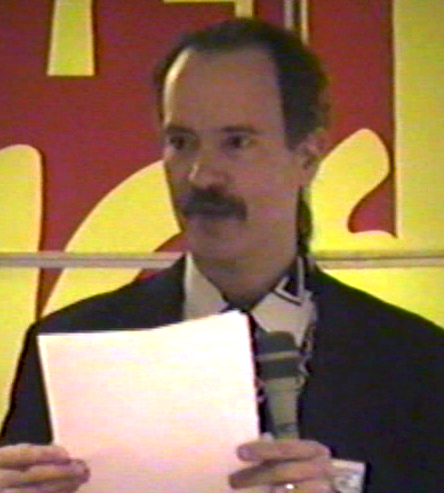
Le scénariste Mark Gruenwald est le créateur du super-héros russe Perun.

Perun apparaît pour la première fois en 1989 dans les numéros 352 et 353 de la série de comic books Captain America. L'année suivante, il joue un rôle important dans l'histoire "The Crossing Line" des numéros 319 à 324 de la série The Avengers. En 1992, il apparaît dans le numéro 393 de The Incredible Hulk et le one-shot Soviet Super Soldiers. En 1994, Perun est présent dans le Starblast crossover de Mark Gruenwald avec Quasar #54-57 et Starblast #2-5.
Le personnage de fiction est mentionné dans l'article Supreme Soviets de All-New Official Handbook of the Marvel Universe A to Z - Adam II to Zodiak de 2007, Official Handbook of the Marvel Universe A to Z - Mad Pharaoh to Phoenix Force  de 2008 et Thor & Hercules: Encyclopaedia Mythologica de 2009. Perun est présent l'histoire "Fiery Revolution" du numéro 2 de la mini-série Darkstar & The Winter Guard. L'année suivante, Perun est présent dans les quatre numéros de la mini-série Widowmaker.

## Biographie du personnage

### Origines divines
Perun est l'un des Dievas, les dieux slaves, son père n'étant autre que Svarog le dieu du ciel, et son frère Svantovít le dieu de la guerre. Il entretient d'ailleurs des relations conflictuelles avec eux, de même qu'avec Veles le dieu de la mort, depuis que ce dernier a tenté d'enlever sa femme, Saule la déesse du soleil. Perun a une aventure avec la déesse des rivières Ros, qui porte son fils, Dazhbog. Le culte des dieux slaves s'effrite, puis disparait avec l'expansion du christianisme, vers 980 de notre ère.

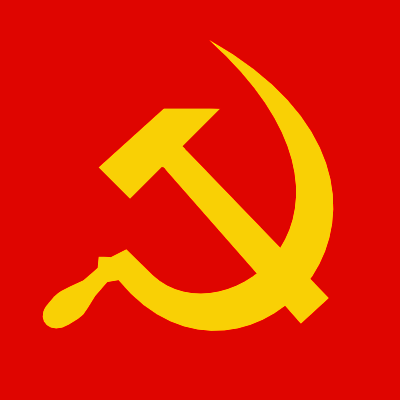
La faucille et le marteau sont un symbole du communisme. Ces armes sont utilisées par Perun après la destruction de sa hache de guerre.

### Super-héros russe
Durant l'époque moderne, le russe Valeri Sovoyev, agent du gouvernement, découvre une amulette. Une fois mise en contact avec ses lèvres, l'artefact permet à l'homme et au dieu de partager le même espace, et rend capable la matérialisation du dieu. Il devient membre des Suprêmes Soviets, équipe de super-héros russes travaillant pour le gouvernement. Leur première mission est la récupération de trois super-soldats soviétiques : Darkstar, Ursa Major et Vanguard qui souhaitent passer à l'Ouest.
En empruntant l'identité des Vengeurs, les Suprêmes Soviets vainquent les dissidents. Sérieusement blessés, les captifs inconscients créent une créature en forme d'ours à base de l'énergie noire de Darkstar. L'apparition capture les Suprêmes Soviets. Captain America libère les captifs en persuadant Darkstar, Ursa Major et Vanguard de renoncer à se venger.
Après avoir affronté les Vengeurs avec les Suprêmes Soviets, puis les avoir aidés à vaincre des terroristes, Perun fait partie de l'équipe russe le Protectorat du Peuple, avec entre autres Vostok et la Dynamo Pourpre. Ils affrontent la Licorne, criminel soviétique qui tente de détruire Leningrad. La Licorne détruit la hache de Perun. Le dieu reçoit la faucille et le marteau de Vanguard pour remplacer son arme. Dernièrement, il rejoint la Winter Guard

## Pouvoirs, capacités et équipement
Perun dispose de capacités physiques supérieures à celles des humains. Il est plus fort, endurant et résistant. Sa longévité accrue le rend immortel. Pérun peut également voler et projeter des décharges de bioélectricité semblable à la foudre. Perun utilise une hache de guerre à ses débuts. Après sa destruction, il emploie une faucille et un marteau, ayant appartenu à Vanguard. Ces deux dernières armes l’aident à canaliser sa bioélectricité.

## Version alternative
Dans l'univers alternatif Ultimate Marvel, Perun est membre des Libérateurs. Le personnage de fiction apparaît dans les numéros 9 à 11 et 13 de la série de comic books Ultimates 2 de 2006. L'année suivante, il est présent dans le numéro 13 de cette même série et dans le one-shot Ultimates Saga. En 2009, Perun apparaît dans le one-shot The Ultimates 3. Ses dernières apparitions datent de 2011 dans Ultimate Avengers #17 et Avengers #12.